# Chawwa Wijnberg
Chawwa Wijnberg (1942 - 2019), was een Joodse dichter, columnist en beeldend kunstenaar. In januari van 2003 werd ze als eerste benoemd tot stadsdichter van Middelburg, waar ze vanaf het jaar 2000 woonde met haar vrouw Marianne Gossije. Wijnberg is op 77-jarige leeftijd overleden aan een hartstilstand, op 21 december 2019 en laat naast haar partner twee kinderen en drie kleinkinderen na.

## Biografie

### Jeugd
Wijnberg, geboren als Chawwa Hadassah Riwka, werd in 1942 geboren in een ziekenhuis in Dordrecht. Dit was zeer opmerkelijk aangezien Joden in die tijd niet meer in ziekenhuizen mochten komen vanwege de Jodenvervolging. Ze was pas zestien dagen oud toen ze met haar moeder op de vlucht moest omdat de verzetsgroep van haar vader was verraden. Wijnbergs vader zat in het gewapend verzet tijdens de Tweede Wereldoorlog en is na zijn veroordeling tijdens het Tweede OD-proces in 1943 op de Leusderheide door de Nazi's gefusilleerd. Wijnberg kwam na zeventien eerdere onderduikadressen samen met haar moeder terecht op een boerderij in het Noord-Hollandse dorp Ilpendam bij de familie Tromp. Hier konden ze tot het einde van de oorlog onderduiken en ontsnappen aan de Duitsers. Vlak na het einde van de oorlog leerde ze pas haar echte naam. In de onderduik heette ze Humpie. Van haar vele familieleden overleefden alleen zij met haar moeder en haar oom Nol. Als jong kind lijdt Wijnberg al aan een hartvergroting. Door de traumatische ervaringen van de oorlog had ze last van hypernervositeit en kampte ze met een leerstoornis. Pas jaren later is Wijnberg in therapie gegaan om met het verleden te leren leven: 
"Je wordt een soort van superindividueel en je hebt zo geleerd dat het jouw probleem is, dat je je niet kan voorstellen dat het om een groepslot gaat."
De bijeenkomsten in de RAI in Amsterdam van Het Ondergedoken Kind in 1992 zorgden voor veel herkenning met lotgenoten en leidden tot een groep van aangenomen broertjes en zusjes, onder wie Rozette Kats, Daan de Jong en Jaap Walvisch.

### Carrière
Wijnberg studeerde in Breda af aan de Academie voor Beeldende Kunst St. Joost. Ze heeft ruim 10 jaar als beeldhouwer gewerkt en heeft bijgedragen aan verschillende tentoonstellingen in onder andere Enschede, Utrecht en Amsterdam. In 1984 was er een overzichtstentoonstelling van haar sculpturen in Galerie Micro in Oosterhout. Van jongs af aan heeft Chawwa getekend. In haar nalatenschap bevinden zich onder meer vele honderden tekeningen. Halverwege de jaren tachtig besloot ze op poëzieles te gaan bij Elly de Waard. Deze groep leerlingen groeide uit tot de Nieuwe Wilden in de Poëzie. In die tijd begon ze zich te verdiepen in verschillende technieken voor kleurenprenten. Ze liet zich hierbij inspireren door gedichten, zowel van anderen als van zichzelf. Zo maakte ze een serie prenten bij dichtregels van 24 dichteressen uit achttien landen die in Nederland samen kwamen voor een optreden.

#### De Nieuwe Wilden
In 1988 richtten vijftien dichtende, voornamelijk lesbische, vrouwen een dichtersgroep op genaamd De Nieuwe Wilden, naar aanleiding van de schildersgroep genaamd Die Neue Wilden. Wijnberg volgde in 1984 een poëzie-workshop van Elly de Waard en kwam zo in aanraking met de dichtersgroep:
"Wij zijn in een chaos gekomen en gaan het landschap bevolken met vrouwen, vrouwenbeelden, vrouwenhuizen en vrouwencultuur."
De groep werd gekenmerkt door hun onconventionele 'vrouwenbenadering' van poëzie. Ze zijn, onder andere, beschreven als een groep die zich voornamelijk focust op een afschuw van de man, waar heterovrouwen zich niet op hun plek voelden. Dat dit een onterechte kwalificatie was, blijkt onder meer uit het feit dat ook een aantal heterovrouwen deel uitmaakten van de groep. Daarnaast schuwden de Nieuwe Wilden ook de confrontatie niet met een later opgerichte concurrerende mannengroep, de Maximalen. Het moest een dichterswedstrijd worden in Vredenburg in Utrecht, maar liep uit op een uiterst onverkwikkelijke manifestatie van vrouwenhaat door de mannelijke dichters.

#### Columns
Van 1994 tot 1997 schreef Wijnberg wekelijkse columns voor het Utrechts Nieuwsblad. Van 2004 tot 2008 schreef ze nog steeds columns, maar deze keer voor de Provinciale Zeeuwse Courant.

#### Park & Poëzie
Nadat Wijnberg in 2003 benoemd was tot de eerste stadsdichter van Middelburg, richtte zij onder meer een jaarlijkse dichtersmanifestatie op genaamd Park & Poëzie. Deze eendaagse manifestatie van voorlezende dichters met live klassieke muziek werd van 2004 tot 2009 georganiseerd in Middelburgse tuinen.

#### Nalatenschap
Nog voor haar dood is Wijnbergs literaire nalatenschap in zes verhuisdozen naar het Literatuurmuseum in Den Haag gegaan. Zodra haar partner de meer dan 120 dagboeken heeft geïnventariseerd gaan ook deze daarheen.

## Werk

### Poëziebundels
- Aan mij is niets te zien (1989, herdruk 2019)
- Handboek voor de joodse kat (1993)
- Matses en monsters (2001)
- Echo van de roos (2003)
- Nerf en flanken (2008)
- Nachtvlinders door het kattenluik (2012)
- Krassen (2015)
- Het ontbreken hoor je niet (2019)

### Korte verhalen[9]
- Alle hemelen (2019)

- Hoe het elfje verdween (2018)
- Het drempeldier deel 1 & 2 (2017)
- Knobbelhertje (2017)
- Het mannetje jo-hannes (2017)
- Elfjes en andere deel 1 & 2 (2017)
- De vliegen (2016)
- De goedemanierenfee (2016)
- Er was eens (2016)
- Johanna (2016)
- Mr. Dr. Caroline van Weesbergen (2015)
- Morelen über alles (2015)
- Vreemd volkje (2015)
- Brief Polen (2015)
- Caroline (2015)
- De glasraper (2015)
- Ma Fladderkip (2015)
- De nachtvlinder (2015)
- Dauwhuiler (2015)
- Elisabeth (2014)

#### Vertalingen
Vita Sackville-West, Love Sonnets (1997, samen met Marianne Gossije / bibliofiele uitgave De Eikeldoorpers)